# مارکو اینوکنتی
مارکو اینوکنتی (انگلیسی: Marco Innocenti؛ زادهٔ ۱۶ اوت ۱۹۷۸) ورزشکار ورزش تیراندازی اهل ایتالیا بود.
وی در مسابقات کشوری و بین‌المللی در مجموع برندهٔ ۱ مدال طلا، ۱ مدال نقره شده‌است.